# Гелон (сын Геракла)
Гелон (др.-греч. Γελωνός др.-греч. Γελωνός) — персонаж древнегреческой мифологии, средний сын Геракла и Ехидны, брат Агафирса и Скифа.
Вместе с Агафирсом был изгнан матерью из Скифии, не справившись с условием, которое поставил им Геракл — определённым образом согнуть отцовский лук и опоясаться родительским поясом. По другой версии, отцом Гелона и его братьев был Зевс, при этом братьям нужно было поднять упавшие с неба золотые предметы. Это смог сделать только Скиф.
Гелон считался прародителем племени Гелонов с одноимённым городом.